# Santa Cruz, Palenque
Santa Cruz är en ort i Mexiko.   Den ligger i kommunen Palenque och delstaten Chiapas, i den sydöstra delen av landet, 800 km öster om huvudstaden Mexico City. Santa Cruz ligger 336 meter över havet och antalet invånare är 407.
Terrängen runt Santa Cruz är huvudsakligen kuperad, men den allra närmaste omgivningen är platt. Runt Santa Cruz är det ganska glesbefolkat, med 34 invånare per kvadratkilometer. Närmaste större samhälle är Palenque, 15,4 km norr om Santa Cruz. I omgivningarna runt Santa Cruz växer i huvudsak städsegrön lövskog.